# Varga Levente
Varga Levente (Debrecen, 1939. április 30. –‎ ?, 2019. március 12.) Ybl Miklós- és Kossuth-díjas magyar építész.

## Életpályája
Középiskolai tanulmányait a debreceni Péchy Mihály Építőipari Technikumban végezte. Érettségi után beiratkozott a Budapesti Építőipari és Közlekedési Műszaki Egyetem Építészmérnöki Karára. Diplomatervét 1963-ban védte meg a Középülettervezési Tanszéken, melynek professzora Weichinger Károly volt. Az akkoriban kötelező szakmai gyakorlatot – 1962–1963-ban – az ÉM 25. sz. Állami Építőipari Vállalatnál töltötte le technikusi beosztásban.
A szakmai gyakorlat után 1963–1966 között az Építészmérnöki Kar Középülettervezési tanszékén tanársegédként dolgozott. 1966 és 1980 között a Lakó- és Kommunális Épületeket Tervező Vállalatnál (LAKÓTERV) Jurcsik Károly építész műtermének munkáiban, túlnyomórészt középületek, főként oktatási- és nevelési épületek tervezésében vett részt. Ezen időszak kiemelkedő alkotása – Jurcsik Károllyal közösen tervezett – Orgoványi kultúrház.
Tervezési felfogásában, döntő szerepet jelentett Jurcsiknál eltöltött több mint tízéves alkotó tevékenység.
1980–1990 közötti időben az Általános Épülettervező Vállalatnál (ÁÉTV) csoport- majd műteremvezetőként lakó- és középületek tervezésével foglalkozott. Műtermében többek között olyan tehetséges fiatalok dolgoztak, mint Cságoly Ferenc, Turányi Gábor, Tomay Tamás. Ebben az időben tervezte – Tomay Tamással együtt – a Pestújhelyi kórházon belül az új sebészeti tömb épületét, mely a háború utáni kórháztervezés kiemelkedő példája volt. (sajnos azóta teljesen elhanyagolt, lepusztult állapotban van) Ezen létesítményért kapta – Tomay Tamással együtt – 1985-ben az Ybl Miklós-díjat.
1990-től az ATLANT Épülettervező Kft. ügyvezetőjeként és építésztervezőjeként középületek, nagyrészt egészségügyi és egyetemi épületek tervezésén dolgozott. Ebben az időszakban születnek legszebb alkotásai, melyeket általában munkatársakkal együtt tervezett..
Ekkor épült többek között: a Debreceni Orvostudományi Egyetem Szívsebészeti központja, a Nyíregyházi Megyei Kórház szülészet, nőgyógyászat, Fül, orr, gége épülete, a Pécsi Orvostudományi Egyetem, Kardiológiai és szívsebészeti központja, az Országos Idegsebészeti Tudományos Intézet Diagnosztikai épülete.
1984–1990 között a MÉSZ Mesteriskola vezető építésze volt. Ugyanakkor az Építészmérnöki Kar Középülettervezési, Építészettörténeti, illetve a Rajzi és Formatervezési Tanszéken 1963 óta majdnem folyamatosan részt vett a gyakorlati tervezés-oktatásban.
Szakmai-közéleti tevékenysége is jelentős: A Magyar Építőművészek Szövetségének különböző bizottságaiban vett részt, ugyanakkor 1982–1990-ig a MÉSZ vezetőségének, 1996-tól a Magyar Építész Kamara vezetőségének tagja.

## Díjai, kitüntetései
- MÉSZ (Magyar Építőművészek Szövetsége) emlékplakett (1984)
- Ybl Miklós-díj (1985) Tomay Tamással megosztva
- Pro Architectura díj (2000) Csikós Zoltánnal megosztva
- Magyar Köztársasági Arany Érdemkereszt (2004)
- Kotsis Iván-érem (2005)
- Kossuth-díj (2008) életművéért
- Prima díj (2010)
- Magyar Művészeti Akadémia (MMA) Építőművészeti Díj (2018)[6]

## Művei

### Megvalósult épületek
- 1969. Budapest, II. Lévay utca 8. négylakásos lakóépület
- 1969. Orgovány. Kultúrház[halott link] (tervezőtárs: Jurcsik Károly)[7]
- 1969. Szekszárd. Vegyes rendeltetésű irodaházak. (Jurcsik Károly munkatársaként)
- 1969. Békéscsaba. OTP. Középmagas lakóház. (Jurcsik Károly munkatársaként)
- 1970. Budafoki áruház. (Jurcsik Károly munkatársaként
- 1971. Szekszárdi áruház. (tervezőtárs: Jurcsik Károly)
- 1972. Szekszárd MSZP székház. (tervezőtárs: Jurcsik Károly)
- 1973. Balatonfűzfő. Sirály utca 40-42 nyaraló
- 1977. Zamárdi. Aradi utca 35 ikernyaraló
- 1979. Budapest, XX. Csarnok tér 1-3. „A” jelű vegyes rendeltetésű OTP lakóépület.
- 1977–1977. Kispaneles általános iskolák: (tervezőtárs: Jurcsik Károly). Bp. III. Óbuda lakótelep 16 tantermes iskola. Bp. IV. Újpesti lakótelep 16 tantermes iskola. Bp.III. Békásmegyer 16 tantermes iskola. Bp. III. Óbudai lakótelep 16 és 12 tantermes iskola.
- 1977–1979. Vázpaneles általános iskolák. Bp. III. Békásmegyer. 16 tantermes iskola. Bp. IV. Újpest 24 tantermes iskola. Bp .III. Békásmegyer 24 tantermes iskola. Bp. XI. Fehérvári úti lakótelep 24 tantermes iskola. Bp. XIX. Kispest 24 tantermes iskola. Bp XVIII. Pestszentlőrinc 24 tantermes iskola.
- 1981. Budapest, XII. János Zsigmond utca 12 lakóház
- 1981. Zebegény. Ady Endre utca 71 hétvégi ház
- 1982. Szentes. Honvéd utca 45 családi ház
- 1984. Pestújhelyi kórház sebészeti épület (Tomay Tamással)
- 1985. Kiskunhalas. Kossuth II. lakótelep, 201-210. jelű épületek. (Tomay Tamással és Sugár Péterrel)
- 1986. Budapest, XI. Bodajk utca 23. Háromlakásos lakóépület
- 1988. Budapest, III. Bécsi út 141-143 és San Marco utca 28-30 Húsz-húsz lakásos lakóépületek. (Mónus Jánossal, Szőke Zsuzsával és Tomay Tamással)[6]
- 1990. Haynal Imre Egészségtudományi Egyetem, szívsebészeti műtőépület. (Tomay Tamással)
- 1991. Nyíregyházi Megyei Kórház. Onkológiai és Ortopédiai épület. (Magyari Évával)
- 1992. Haynal Imre Egészségtudományi Egyetem. 2000 adagos élelmezési központ. (Burits Oktáviánnal)
- 1993. Debreceni Orvostudományi Egyetem Szívsebészeti Központ. (Csikós Zoltánnal[8])
- 1995. Nyíregyháza Megyei Kórház szülészet, nőgyógyászat, fül-orr-gége épület. (Magyari Évával és Rimanóczy Jenővel)
- 1997. Debreceni Orvostudományi Egyetem Immunológiai pavilon
- 1999. Pécsi Orvostudományi Egyetem, Kardiológiai és szívsebészeti központ. (Csikós Zoltánnal)
- 2003. .Országos Idegsebészeti Tudományos Intézet rekonstrukció I. ütem: diagnosztikai épület. (Csikós Zoltánnal, Peity Attilával és Simon Viktóriával)
- 2005. Országos Sportegészségügyi Intézet rekonstrukció: I. ütem. (Csikós Zoltánnal) Az építkezés két éve áll.

### Tervpályázatok
- 1964. Szentendrei szigetcsúcs (Kaszás Károllyal)
- 1964. Művelődési ház
- 1965. Országos Testnevelési és Sportegészségügyi Intézet új épülete. Megosztott I. díj. (Jurcsik Károllyal)
- 1966. Balatonföldvári kaszinó II. díj. (Jurcsik Károllyal)
- 1967. Fejleszthető művelődési otthonok. I. díj. (Jurcsik Károllyal)
- 1970. Zuglói városközpont (Jurcsik Károly munkatársakén)
- 1972. Általános iskolák. (Jurcsik Károllyal)
- 1974. Győr- Sopron és Vas megyei családi ház. III. díj.
- 1976. Alsó-ausztriai tartományi adminisztrációs épület Bécsben. (Jurcsik Károly munkatársaként)
- 1976. Iparosítottan építhető tornaterem. Megosztott III. díj. (Jurcsik Károllyal)
- 1976. Komplex oktatási-, sport és közművelődési épület. I. és IV. díj.
- 1976. Középfokú közművelődési könyvtár. Megosztott IV. díj.
- 1979. Önálló zeneiskolák. Megvétel.
- 1982. Miskolc – Szirma – Martintelep térsége terület-felhasználása, beépítése. Díjazott. (Tomay Tamással)
- 1983. Budapest – Vizafogó rendezése. Megvétel. (Tomay Tamással)
- 1984. Mátraterenye községközpont II. díj. (Turányi Gáborral, Tomay Tamással)
- 1984. Észak-Pesti Kórház és rendelőintézet- Díjazott. (Tomay Tamással)
- 1985. A Kecskemét Kiskörút környékének rendezése és a megyei könyvtár tervezése. II. díj. (vezető tervezőként)
- 1985. Többfunkciójú középiskola. I. díj. (Csikós Zoltánnal)
- 1987. Nyírbátor művelődési központ és zeneiskola. Megosztott II. díj. (vezető tervezőként)
- 1987. Nyíregyháza, Megyei Kórház rekonstrukciója I. díj. (Magyari Évával és Somogyi Soma Katalinnal)
- 1993. Szekszárdi kórház műtő és diagnosztikai épület tenderterv. (Rimanóczy Jenővel
- 1993. Máriaremete – Hidegkút 214 tantermes ökumenikus iskola meghívásos pályázat. (Rimanóczy Jenővel)
- 1994. Budapest, II. Medve utcai iskola bővítésének meghívásos pályázata. (Nagy Gáborral)
- 1994. Az 1996. évi Világkiállítás Magyar Pavilon előhasznosítása. II. díj.
- 1996. A BME Lágymányosi Egyetemfejlesztés. II. díj. (vezető tervezőként)
- 1998. Fővárosi Levéltár új épületének építészeti kialakítása. Megvétel. (vezető tervezőként)
- A Pécsi Orvostudományi Egyetem Szülészeti és Nőgyógyászati Klinika főépületének felújítása. Megvétel. (Csikós Zoltánnal)
- 2000. Budapest Főváros XIII. kerületi Önkormányzat Polgármesteri Hivatal székházának bővítése. III. díj. (vezető tervezőként)

## Képgaléria

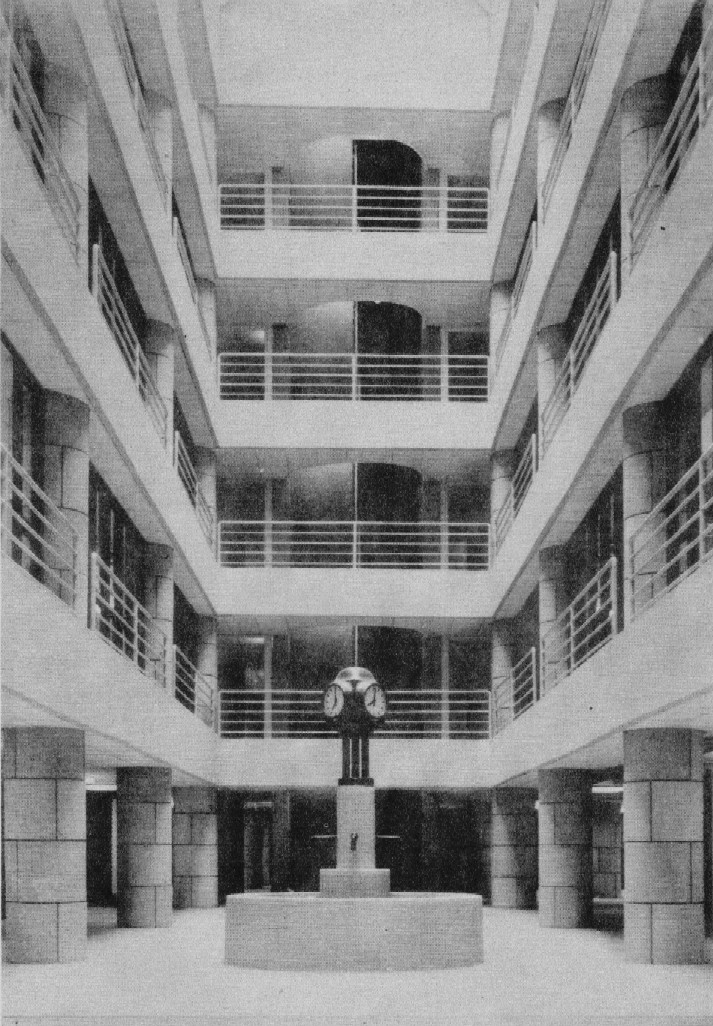
Pestújhelyi kórház előcsarnok 1984
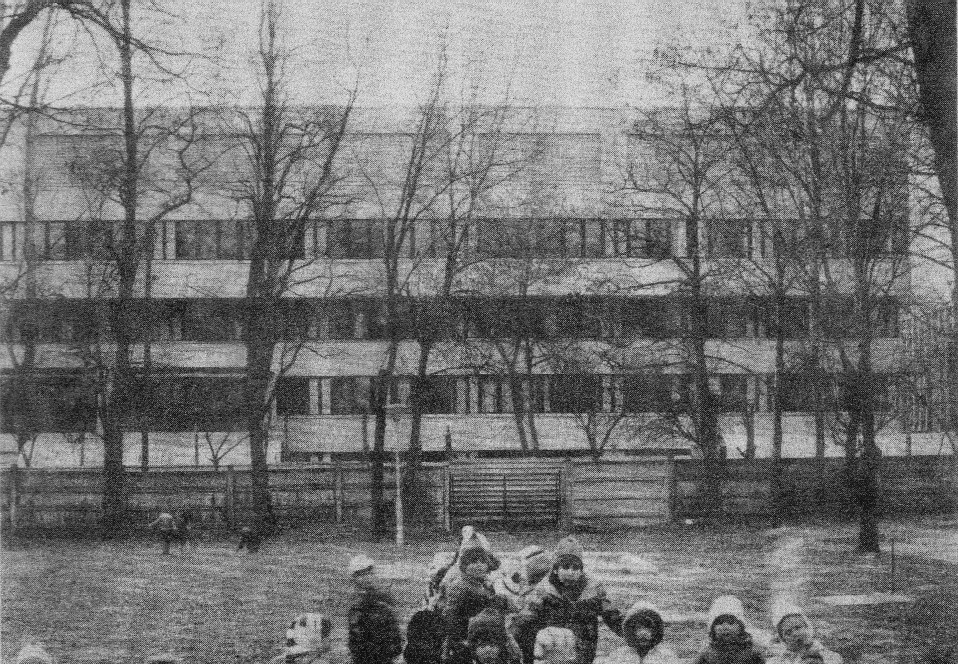
Pestújhelyi kórház homlokzati részlet
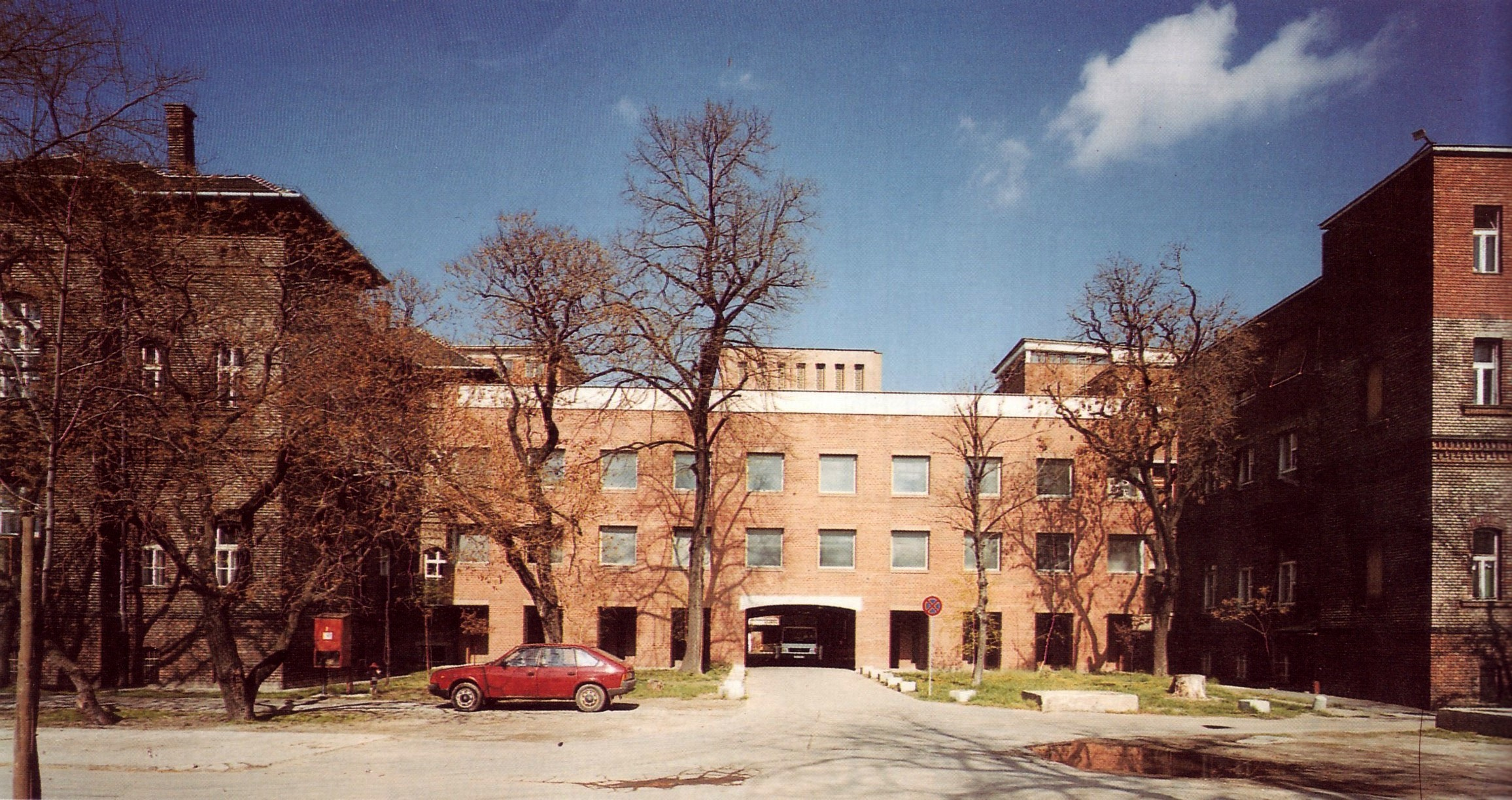
Szabolcs utcai 2000 adagos élelmezési üzem 1992
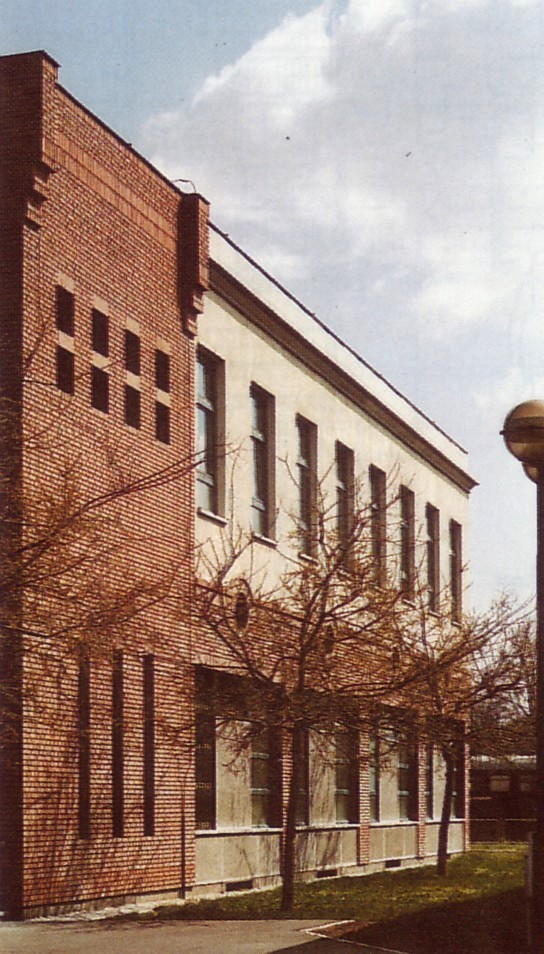
Szabolcs utcai 2000 adagos élelmezési üzem részlet
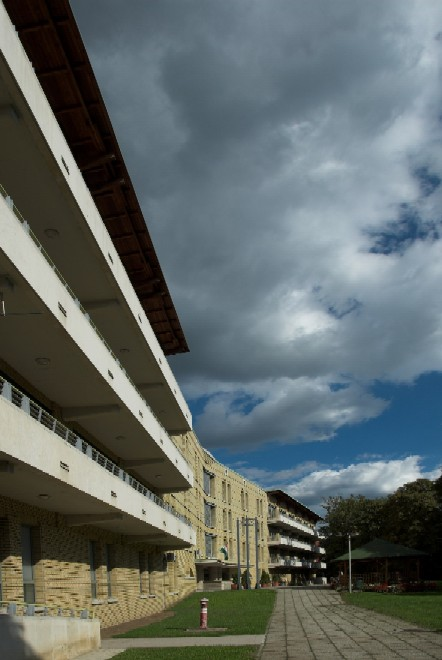
Nyíregyházi kórház új épülete 1990-94
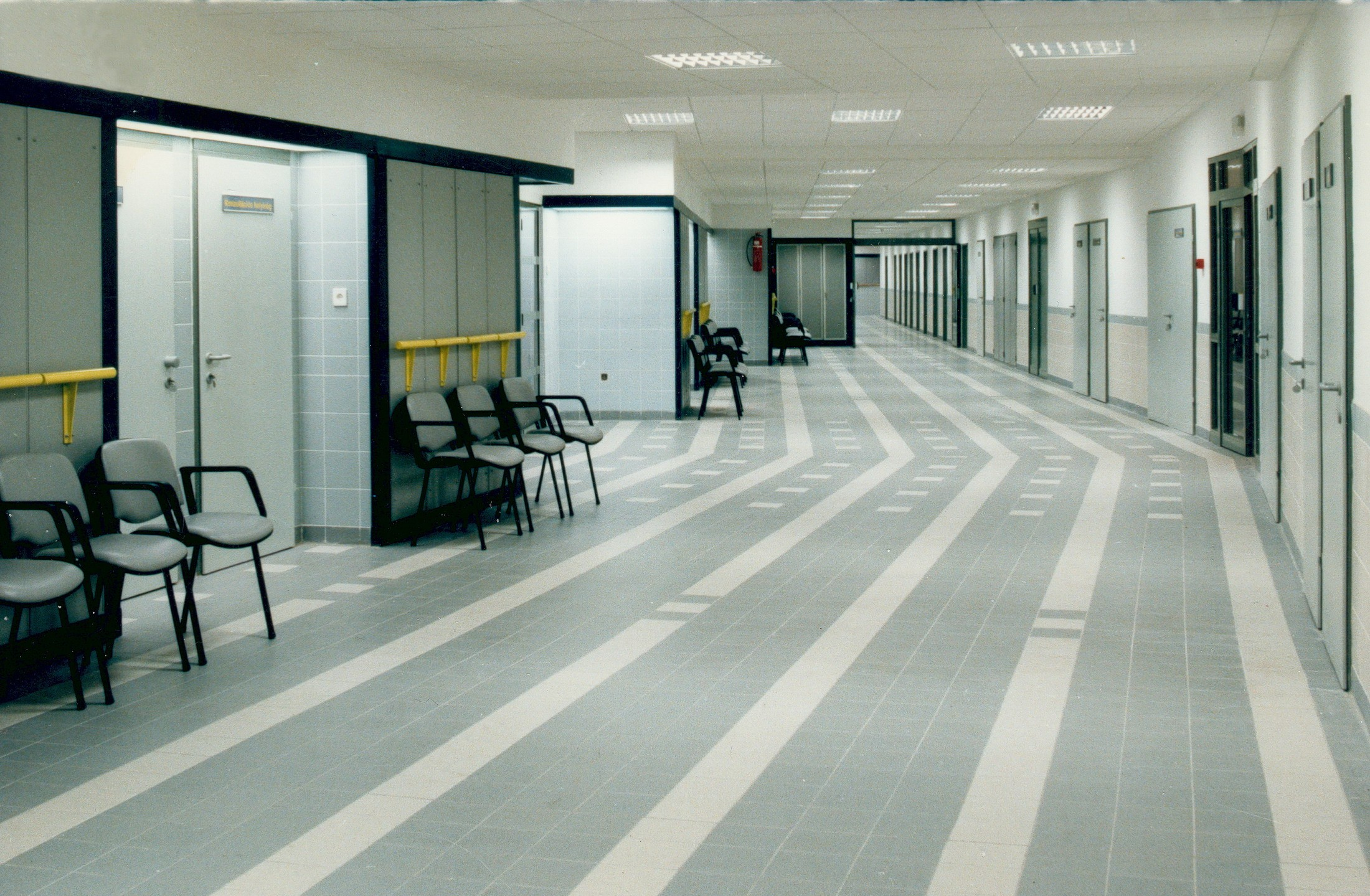
Nyíregyházi kórház új épülete. Központi közlekedő
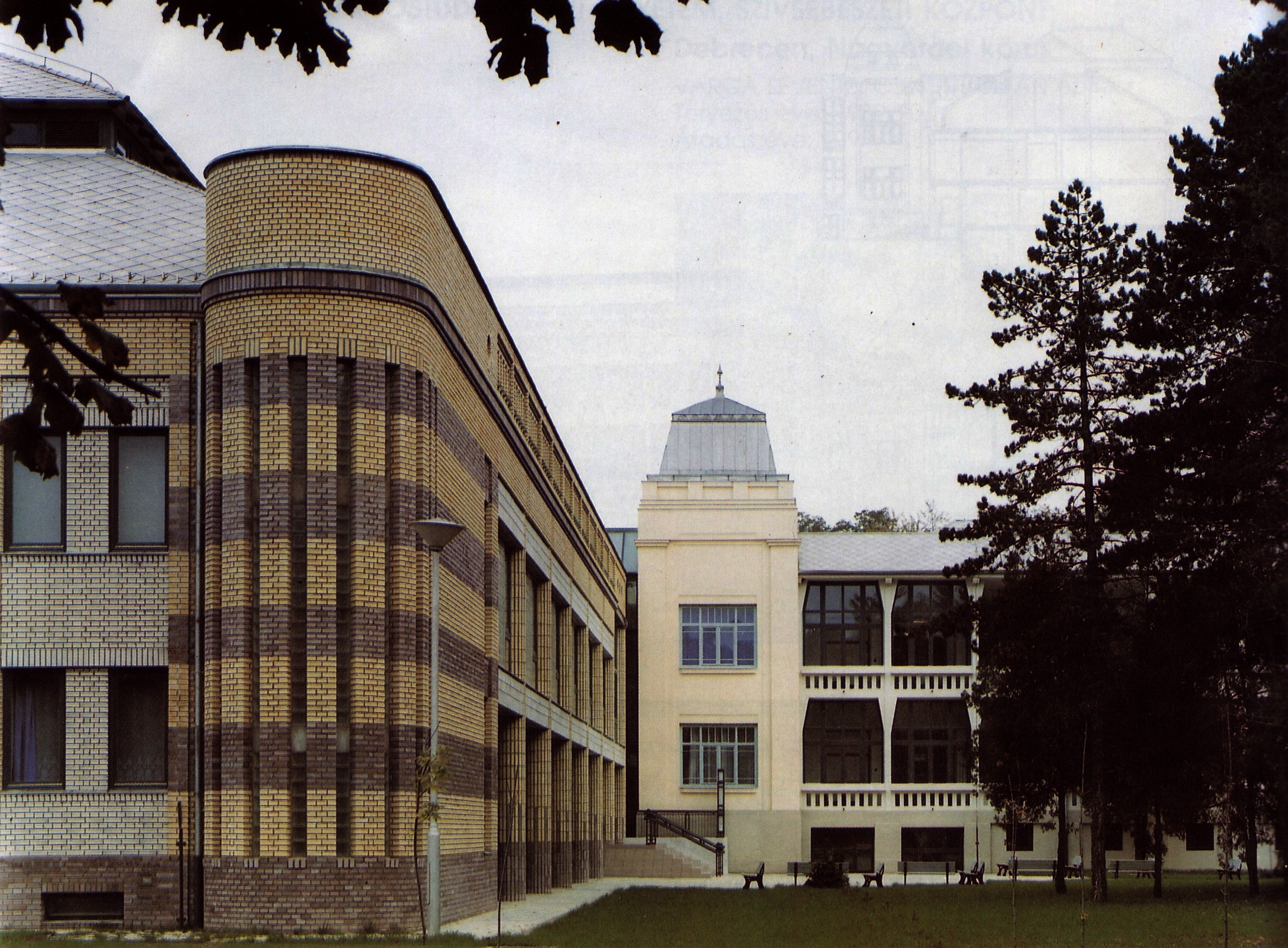
DOTE Szívsebészeti Központ Debrecen 1993
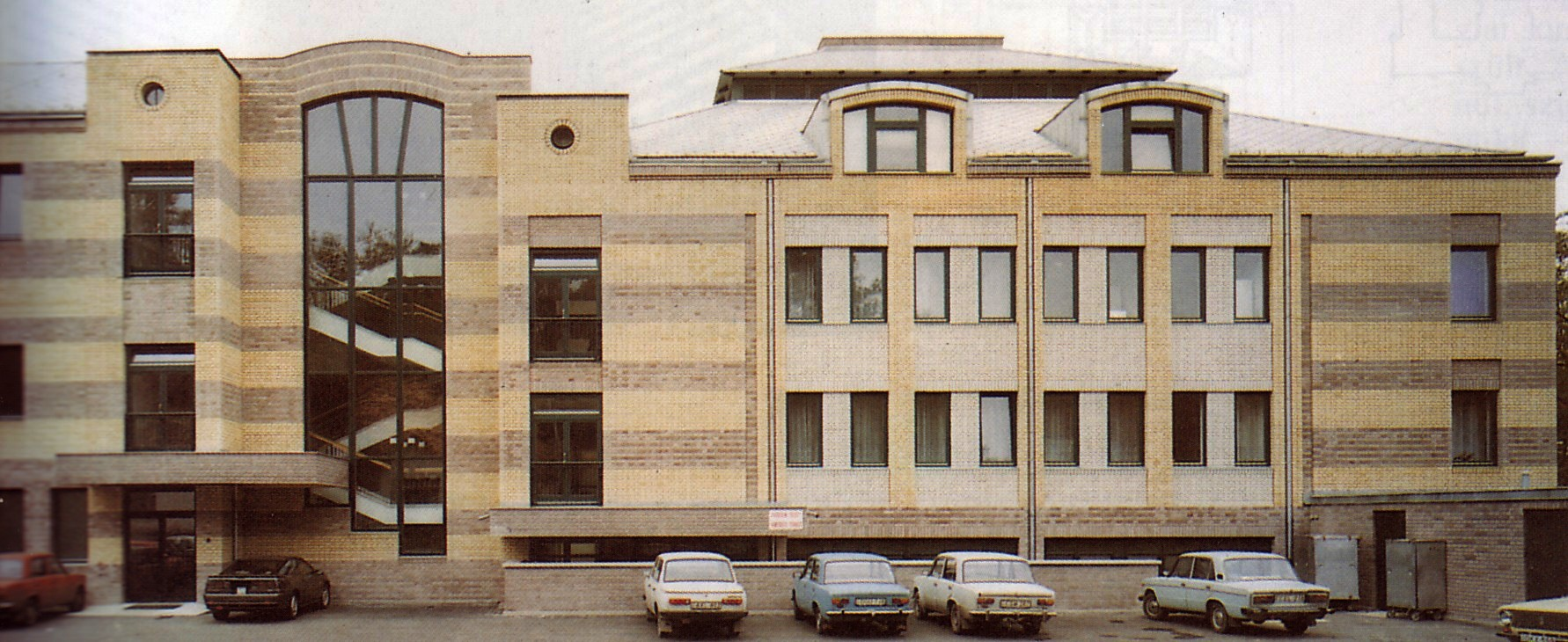
DOTE Szívsebészeti Központ Debrecen 1993
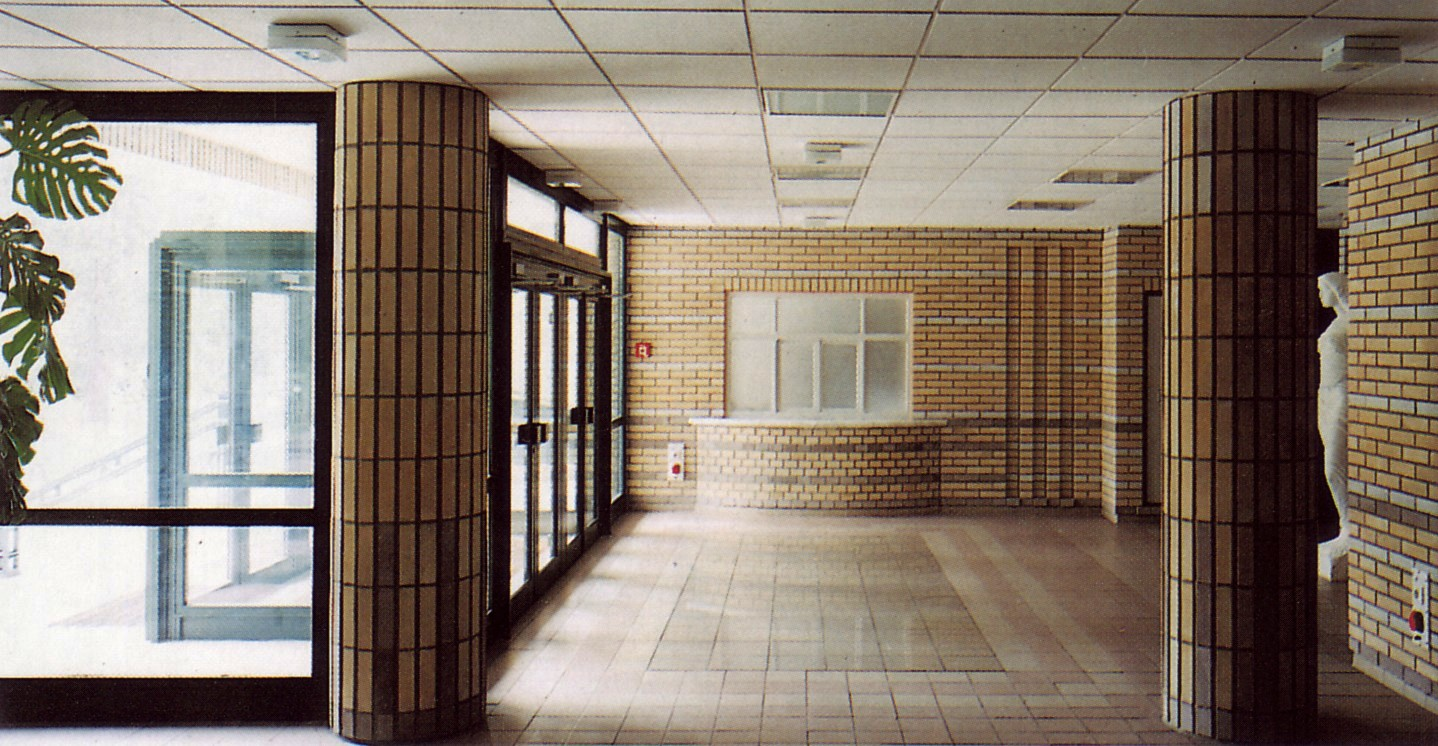
DOTE Szívsebészeti központ előcsarnok.
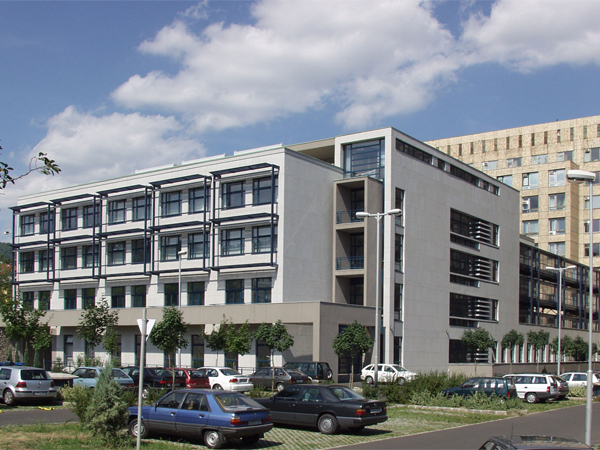
POTE Szívgyógyászati Klinika Pécs. 1999
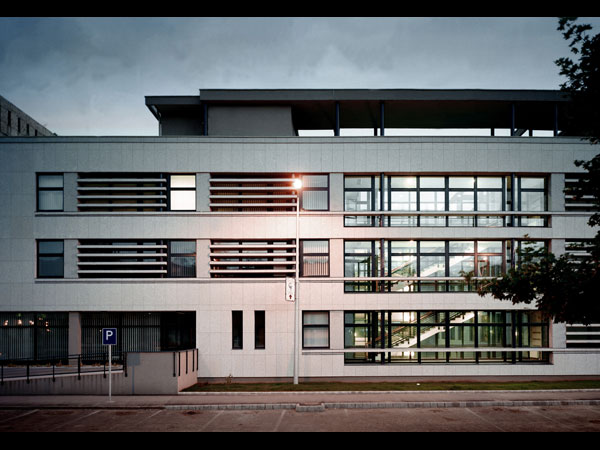
POTE Szívgyógyászati Klinika Pécs Részlet
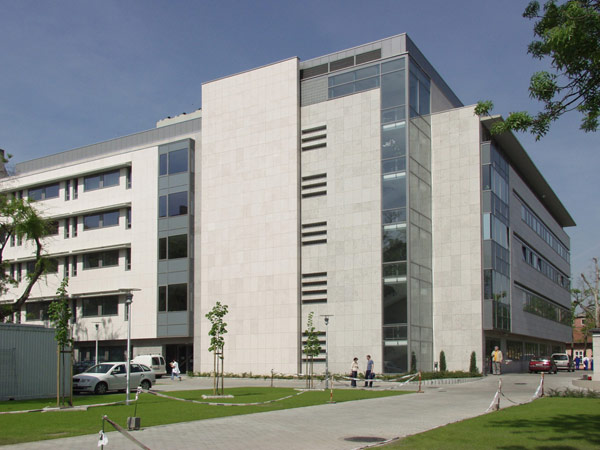
OITI diagnosztikai tömb Budapesten. 2003
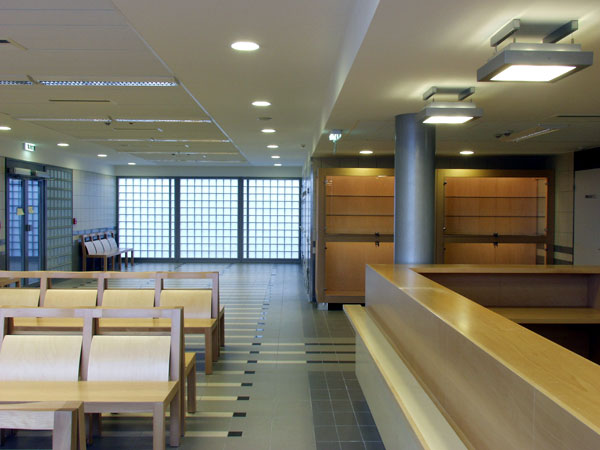
OITI diagnosztikai tömb. Belső váró részlet
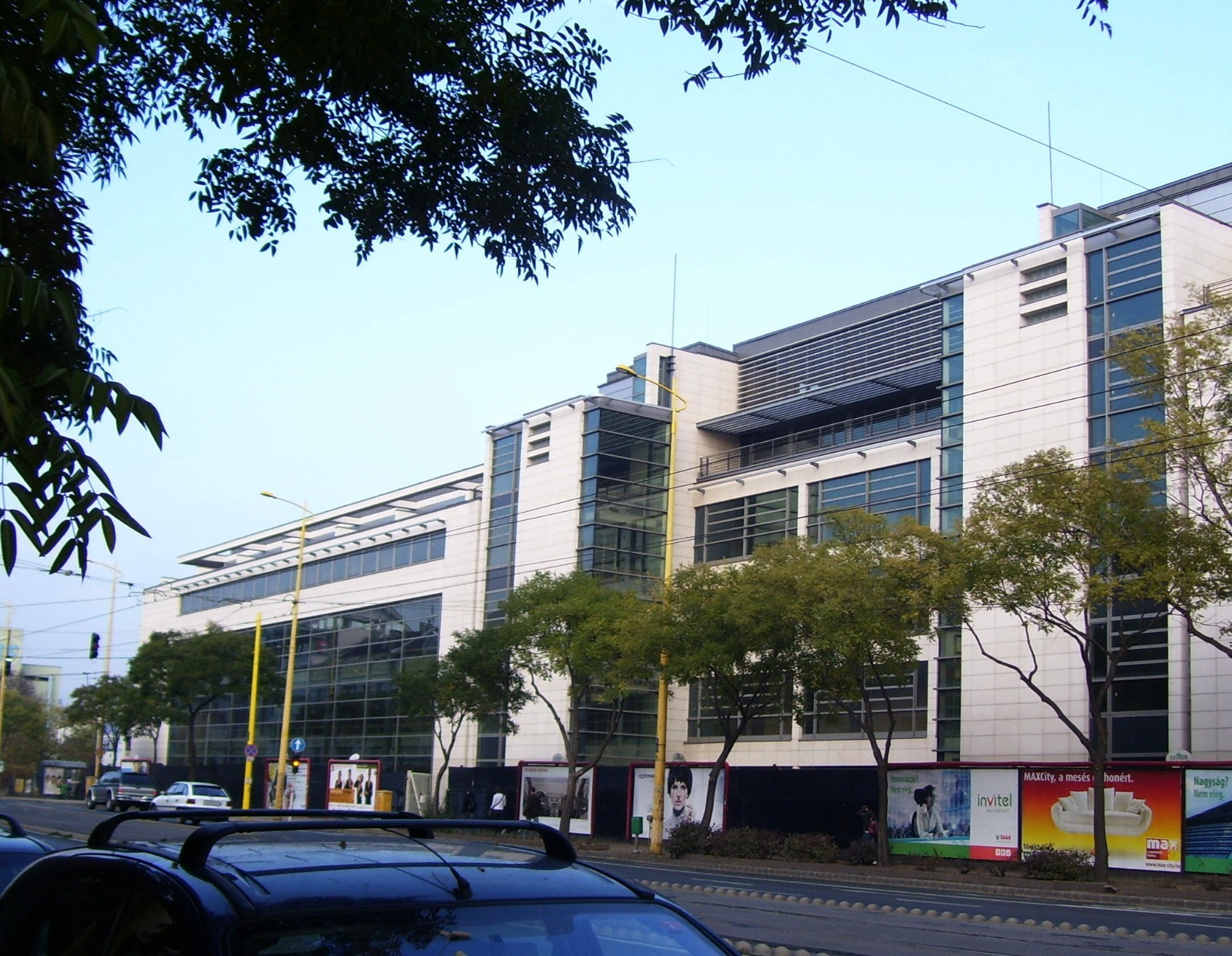
OSEI rekonstrukció I. ütem Építés alatt
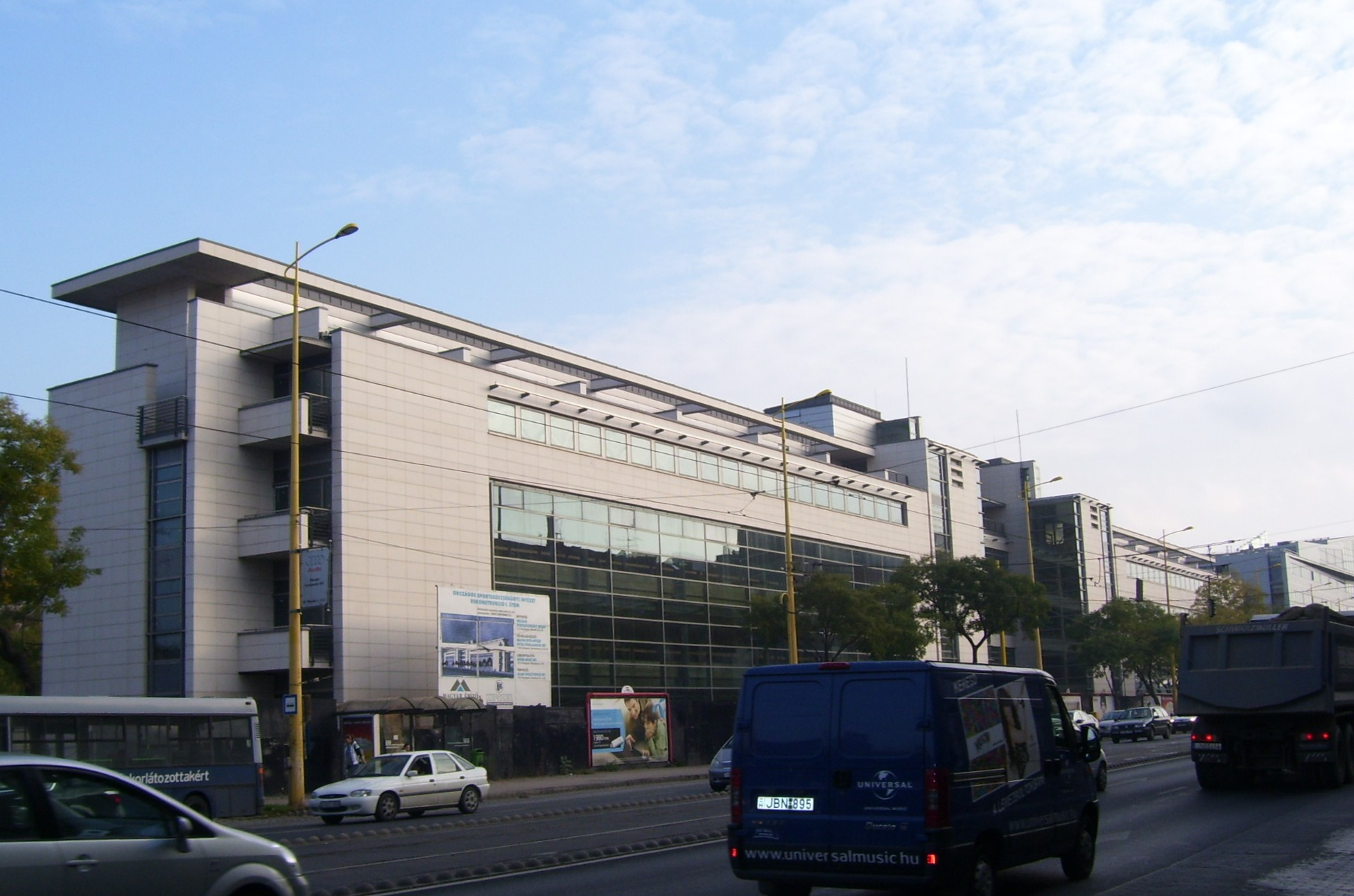
OSEI rekonstrukció I. ütem Építés alatt

## Külső hivatkozások
- Schéry Gábor: Évek, művek, alkotók. Ybl Miklós-díjasok és műveik. 1953–1994 (377. old.)
- Schéry Gábor: A magyar tervezőirodák története. (ÉTK Kft., 2001)
- Tizenkét kőműves: Varga Levente. ÉPÍTÉSZFÓRUM Archiválva 2012. szeptember 17-i dátummal a Wayback Machine-ben
- Varga Levente kapta a Kotsis Iván emlékérmet 2005-ben. ÉPÍTÉSZFÓRUM Archiválva 2012. szeptember 16-i dátummal a Wayback Machine-ben
- HÍR EXTRA
- Varga Levente. ÉPÍTÉSZFÓRUM[halott link]
- Varga Levente Kossuth-díjas. ÉPÍTÉSZFÓRUM Archiválva 2010. március 1-i dátummal a Wayback Machine-ben